# Bianchi americani
I bianchi americani (in inglese: White americans) o euroamericani sono gli abitanti degli Stati Uniti d'America che sono considerati o considerano loro stessi come discendenti oriundi di un'etnia europea; al 2010 costituivano il 79,5% della popolazione statunitense o il 67,4% escludendo i bianchi di origine latinoamericana. Lo United States Census Bureau definisce "bianchi" coloro che hanno origini in qualsiasi luogo dell'Europa, del Medio Oriente e del Nordafrica. Va comunque ravvisato come una certa percentuale di coloro che si identificano come "bianchi latinoamericani" presentano comunque vari gradi di ibridazione, diluiti nelle generazioni, con neri e nativi americani mentre i "bianchi non-latinoamericani" o "euroamericani" sono in media al 98,6% di origine europea.

## Origini
| Bianchi americani 1790–2010 | Bianchi americani 1790–2010 | Bianchi americani 1790–2010 | Bianchi americani 1790–2010 | Bianchi americani 1790–2010 | Bianchi americani 1790–2010 |
| Anno                        | Popolazione                 | % degli USA                 | Anno                        | Popolazione                 | % degli USA                 |
| --------------------------- | --------------------------- | --------------------------- | --------------------------- | --------------------------- | --------------------------- |
| 1790                        | 3 172 006                   | 80,7                        | 1910                        | 81 731 957                  | 88,9                        |
| 1800                        | 4 306 446                   | 81,1                        | 1920                        | 94 820 915                  | 89,7                        |
| 1810                        | 5 862 073                   | 81,0                        | 1930                        | 110 286 740                 | (massimo) 89,8              |
| 1820                        | 7 866 797                   | 81,6                        | 1940                        | 118 214 870                 | (massimo) 89,8              |
| 1830                        | 10 532 060                  | 81,9                        | 1950                        | 134 942 028                 | 89,5                        |
| 1840                        | 14 189 705                  | 83,2                        | 1960                        | 158 831 732                 | 88,6                        |
| 1850                        | 19 553 068                  | 84,3                        | 1970                        | 177 748 975                 | 87,5                        |
| 1860                        | 26 922 537                  | 85,6                        | 1980                        | 188 371 622                 | 83,1                        |
| 1870                        | 33 589 377                  | 87,1                        | 1990                        | 199 686 070                 | 80,3                        |
| 1880                        | 43 402 970                  | 86,5                        | 2000                        | 211 460 626                 | 75,1                        |
| 1890                        | 55 101 258                  | 87,5                        | 2010                        | 223 553 265                 | 72,4                        |
| 1900                        | 66 809 196                  | 87,9                        | 2020                        | 204 277 273                 | (minimo) 61,6               |

I primi europei a raggiungere il suolo statunitense furono gli spagnoli nel XVI secolo guidati da Juan Ponce de León e imitati nei secoli successivi, tra il XVII e il XVIII secolo da francesi, olandesi, svedesi e soprattutto inglesi che in breve ottennero il predominio su tutta la costa orientale dove costituirono il nucleo primordale degli odierni USA (Tredici colonie). Seguirono, nel XIX secolo, i vasti flussi migratori di tedeschi, scandinavi e irlandesi e in seguito, fra la fine dell'Ottocento e i primi decenni del Novecento, si assistette alle migrazioni di massa da parte di italiani, greci ed europei orientali. Quest'ultimo flusso dal sud e dall'est Europa venne pesantemente ridotto nel 1924 a seguito della legge denominata Immigration Act (abolita nel 1965) che stabiliva delle quote nazionali, rifavorendo l'immigrazione dal nord e dal centro Europa (Gran Bretagna, Irlanda, Scandinavia, Germania, Paesi Bassi ecc.).
La popolazione bianca non latinoamericana degli Stati Uniti d'America ha quindi in massima parte origini europee, più precisamente tedesche (16,5%), irlandesi (11,9%), inglesi (9,0%), italiane (6,0%), polacche (3,3%), francesi e franco-canadesi (3,8%), scozzesi (1,9%), olandesi (1,6%), norvegesi (1,5%), svedesi (1,4%), scozzesi-irlandesi (1,2%), russe (1,0%), gallesi (0.7%), portoghesi (0,4%), svizzeri (0,32%) e armene (0,075%). La componente di origine tedesca risulta attualmente quella più rappresentata, ma questo è dovuto anche al fatto che una parte dei bianchi americani, perlopiù di origine britannica, sta mostrando una tendenza a dichiararsi al censo unicamente come "americana", facendo sì che la componente di origine inglese, irlandese e scozzese risulti sottostimata rispetto alla sua effettiva entità. Al censimento del 1980, infatti, più di 49 milioni di persone, il 26,34% della popolazione, dichiarò di avere origini inglesi.. Gli statunitensi di origine latinoamericana sono 50 milioni. Va comunque fatto notare che alcuni latinoamericani risiedevano già nel Vicereame della Nuova Spagna, e ancora oggi in alcuni stati (come il Nuovo Messico) si parla uno spagnolo antico. Difatti al censimento del 2000 dieci milioni di statunitensi dichiarò di avere origini spagnole. Gruppi etnici come i tejanos, i californios, i neomessicani e i floridianos hanno radici spagnole. Alcuni provengono direttamente dalla penisola iberica, altri dall'immigrazione dall'America Latina.

### Una maggioranza in calo
Sebbene abbiano da sempre costituito la maggioranza della popolazione statunitense, i bianchi americani, a partire dalla metà del XX secolo, costituiscono una percentuale sempre minore della popolazione nazionale. Pur aumentando in numero assoluto, l'inferiore natalità e la ridotta immigrazione rispetto alle altre componenti, per esempio di latinoamericani ed asiatici, hanno portato la loro percentuale dall'89,8% del 1940 al 72,4% del 2010. Nel 2010 i bianchi avevano in media 1,87 figli per famiglia, gli asiatici 2,04, gli afroamericani 2,13 e i latinoamericani 2,99. 
In alcune metropoli il calo è particolarmente evidente: a New York i bianchi americani sono passati dal 93,6% del 1940 (di cui il 92,0% bianchi non latinoamericani di origine europea) ad appena il 44,0% del 2010 (di cui il 33,3% di discendenza europea), mentre a Chicago sono scesi dal 98,1% del 1900 al 45,0% del 2010. A Miami i bianchi non latinoamericani sono passati dal 41,7% del 1970 all'11,8% del 2000, a San Francisco i bianchi sono scesi dal 95,0% del 1940 (di cui 92,5% bianchi non latinoamericani) al 44,9% del 2020 (di cui 39,1% non ispanici), mentre a Detroit in un secolo i bianchi americani sono crollati addirittura dal 98,7% della popolazione cittadina del 1910 a solamente il 10,6% in base al censimento del 2010. 
Infine, nella capitale Washington, i bianchi sono scesi dal 71,5% (di cui 71,4% bianchi non latinoamericani) del 1940 al 27,7% del 1970, per risalire solo parzialmente al 38,5% nel 2010.
| Bianchi non-latinoamericani negli Stati Uniti (1990–2012) | Bianchi non-latinoamericani negli Stati Uniti (1990–2012) | Bianchi non-latinoamericani negli Stati Uniti (1990–2012) |
| --------------------------------------------------------- | --------------------------------------------------------- | --------------------------------------------------------- |
| Anno                                                      | Numero di persone                                         | Percentuale popolazione USA                               |
| 1990                                                      | 188.128.296                                               | 75,6%                                                     |
| 2000                                                      | 194.552.774                                               | 69,1%                                                     |
| 2010                                                      | 196.817.552                                               | 63,7%                                                     |
| 2012                                                      | 197.243.423                                               | 62,8%                                                     |
| % crescita 1990-2012: +1,4%                               |                                                           |                                                           |
| % popolazione 1990-2012: –11,9 %                          |                                                           |                                                           |
| 2017                                                      | 197.285.202                                               | 60,7%                                                     |
| 2018                                                      | 197.181.177                                               | 60,4%                                                     |